# 格盟纳河
格盟纳河  是砂拉越民都鲁省其中主要河流。河水从省内流向南中国海，途中经过民都鲁镇及一些小镇如：实包勿镇（Sebauh），班丹镇（Pandan），拉芒（Labang）及都包（Tubau）。 格盟纳河把民都鲁镇与省里内陆区连接起来，是内陆区居民主要河流。此外，许多在内陆砍伐的木材也通过格盟纳河来运输。